# 里門車両事業所
里門車両事業所（イムンしゃりょうじぎょうしょ）は、韓国鉄道公社が保有する車両基地である。車両基地建設前は里門駅が設置されていた。

## 管理車両
- 韓国鉄道公社311000系電車
- 韓国鉄道公社319000系電車
- 韓国鉄道公社321000系電車

## 歴史
- 1966年11月11日：里門駅として開業[1]。
- 2004年7月5日：車両事業所建設のための敷地確保の関係により廃駅[2]。
- 2004年7月5日：里門車両事業所が開設。